# فدراسیون بازی‌های کشورهای همسود
فدراسیون بازی‌های کشورهای همسود (انگلیسی: Commonwealth Games Federation) سازمان بین‌المللی اداره‌کننده بازی‌های کشورهای همسود و بازی‌های جوانان کشورهای همسود است. این سازمان که در سال ۱۹۳۲ تأسیس شده مقر آن در لندن، انگلستان است.